# 掲示板
掲示板（）とは、連絡や告知の目的で、文字を書いたり、掲示物を貼り付けたりして表示するために設けられた他者に伝えることを目的とした板のことである。

## 概要
人の多く通行する場所や人の集まる場所に設置されるものであるが、特定のコミュニティに属する者や、特定の状況下にある者を対象としていることが多い。町内会の集会所前、施設の扉、企業内、学校内、市区町村役場や裁判所などの役所前、アミューズメント施設の施設内などに設置されていることが多い。
多くは地面に対して垂直に設置されているが、利用形態によっては掲示物が見やすいように水平あるいは傾斜して設置されているものもある。電気的な表示方法を用いたものとして、電光掲示板がある。

## 歴史的な掲示板
- 奇縁氷人石 - 江戸時代に、迷子などの特徴を書いた紙を貼る伝言板として神社などの前に置かれた。
- アクタ・ディウルナ - 古代ローマ時代の官報。
- ローマのトーキングスタチュー（英語版） ‐ 彫像に政治批判などを書いた紙を張り付けた。